# 836
| 836                |
| ------------------ |
| Dødsfald - Fødsler |
|                    |

| Gregoriansk kalender | 836 DCCCXXXVI           |
| Ab urbe condita      | 1589                    |
| Armensk kalender     | 285 ԹՎ ՄՁԵ              |
| Kinesiske kalender   | 3532 – 3533 乙卯 – 丙辰 |
| Etiopisk kalender    | 828 – 829               |
| Jødisk kalender      | 4596 – 4597             |
| Hindukalendere       |                         |
| - Vikram Samvat      | 891 – 892               |
| - Shaka Samvat       | 758 – 759               |
| - Kali Yuga          | 3937 – 3938             |
| Iransk kalender      | 214 – 215               |
| Islamisk kalender    | 221 – 222               |

Se også 836 (tal)

## Dødsfald
| År | Spire Denne artikel om et år, årti, århundrede eller årtusinde er en spire som bør udbygges. Du er velkommen til at hjælpe Wikipedia ved at udvide den. |